# Thapsia villosa

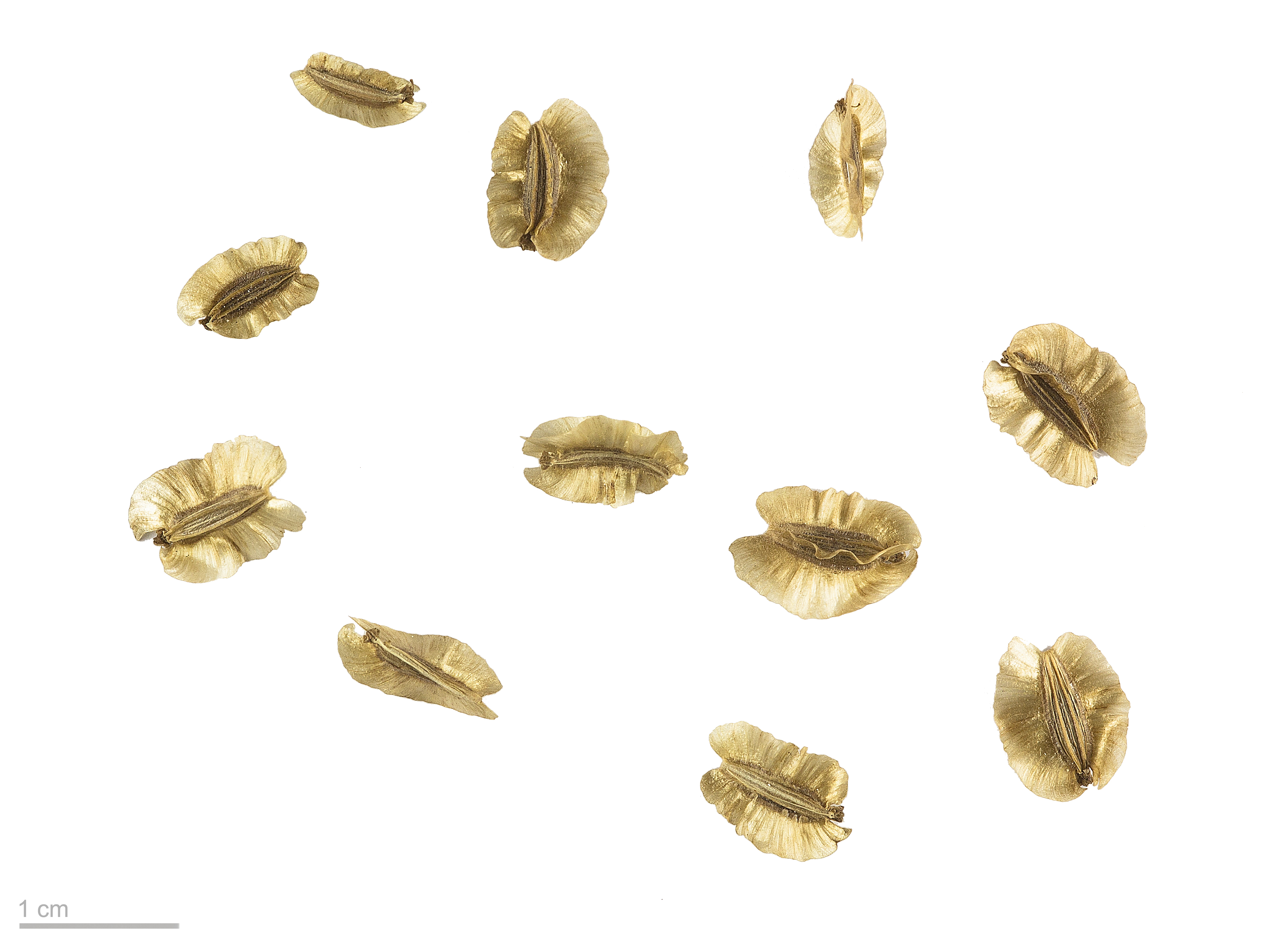
Thapsia villosa - MHNT

Thapsia villosa es una especie de plantas de flor incluida en el género Thapsia, perteneciente a la familia Apiaceae, subfamilia Apioideae. Se distribuyen por África, y Europa.

## Hábitat
Se la puede encontrar en bosques poco espesos, caminos y en matorrales de degradación en la península ibérica, Francia, norte de África, en la zona occidental del Mediterráneo.

## Descripción
Hierba perenne, de hasta 1 m de altura con tallo glabro, ramoso en la parte superior, con restos fibrosos de hojas viejas en la base. Hojas basales 2 a 3 pinnatisectas muy divididas, vellosas por ambas caras; las caulinares, 2 pinnatisectas o reducidas a la vaina.
Florece en primavera y verano con una inflorescencia en umbela compuesta, con forma esférica. La umbela central es grande y posee de 12 a 25 radios, siendo las laterales más pequeñas y, a menudo, estériles.
Flores amarillas, actinomorfas, hermafroditas, epiginas. Corola con 5 pétalos. Androceo con 5 estambres. Ovario ínfero, bicarpelar, con dos estilos.

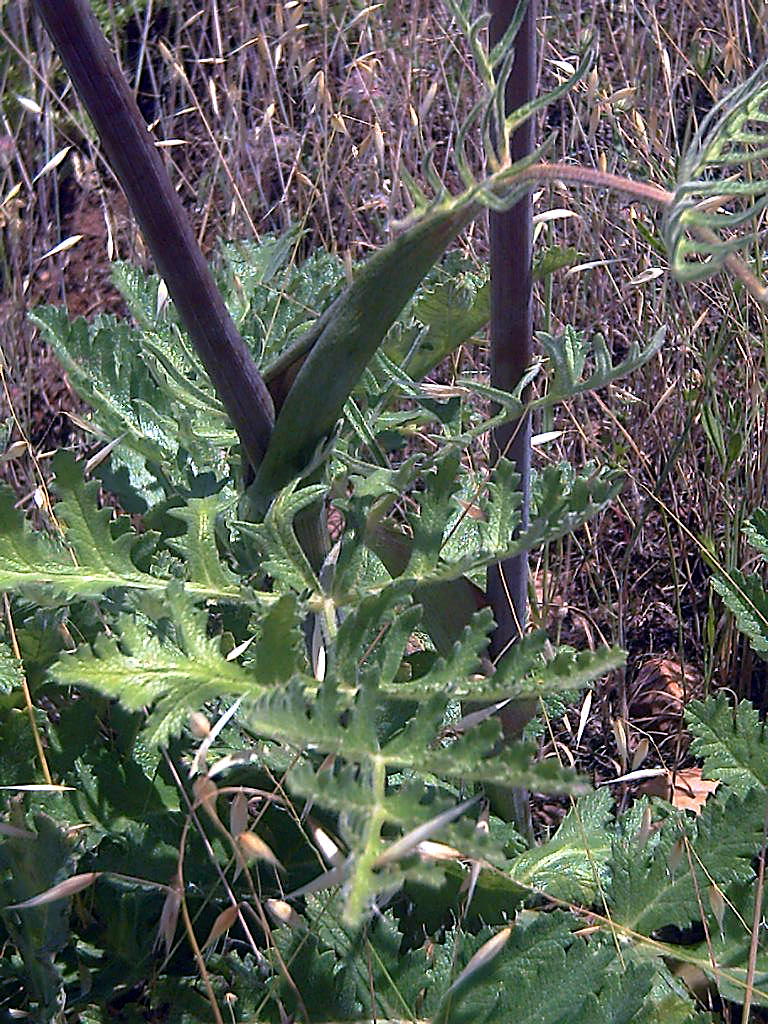
Tallo de la inflorescencia, brácteas, y hojas basales.

Fruto esquizocárpico, de 10 a 15 mm, con costillas laterales, el ala es una expansión laminar del fruto que está relacionada con el mecanismo de dispersión del mismo. Tras fructificar la planta se seca, y pierde la parte aérea. Quedando latente para la próxima temporada de lluvias apareciendo nuevas hojas en el otoño, para dar lugar a un nuevo ciclo.
Su raíz napiforme expulsa, al ser cortada, un látex de color blanco.

## Usos
La planta tiene propiedades purgantes, eméticas, aunque esta aplicación no es aconsejable y resulta bastante peligroso tomar esta planta como remedio casero sin consultar previamente a un médico.
La raíz es un purgante muy fuerte (tóxica), y por eso no es conveniente usarla. En algunas zonas se ha utilizado también para impregnar las aguas y pescar fraudulentamente, atolondrando a los peces para capturarlos con facilidad.
La corteza de la raíz, infundida en aceite, se aplica para combatir el reumatismo y suele utilizarse en forma de cataplasma, para aplicar directamente en la zona afectada por el dolor. En la provincia de Salamanca se utiliza para reparar las grietas de las pezuñas de las caballerías.

## Etimología
El nombre genérico Thapsia es el mismo con el que los romanos conocían a esta especie. El adjetivo villosa, hace referencia a la abundante pilosidad de sus hojas.

## Nombres comunes
Cañaheja, cañaleja, cañiguerra, cañizarra, caliguerrs, croca, pancierva, zumillo, repontigo, candileja, cañaheja hedionda, falso turbit, tuero, zumillo.